# Route 31 (Oman)
Die Route 31 oder R31 ist eine Fernstraße im Sultanat Oman. Die Fernverkehrsstraße ist die Nord-Süd-Achse des Landes. Sie führt von der Provinzhauptstadt Nizwa über Adam, Haima und Thumrait bis in die Großstadt Salala im Süden des Landes. Dabei verläuft die Straße beinahe die ganze Strecke durch die Rub-al-Chali-Wüste. Derzeit wird sie in eine Autobahn ausgebaut.